# Rodolfo Moreno
Rodolfo Moreno (Buenos Aires, 20 de marzo de 1879 - 20 de noviembre de 1953) fue un jurista, penalista, diplomático y político argentino que ejerció como Gobernador de la provincia de Buenos Aires entre 1942 y 1943.

## Biografía
Era hijo del chileno Rodolfo Moreno Montes de Oca y de la brasileña Rosalina da Rocha. Su padre fue un ingeniero que durante años fue titular de matemáticas, álgebra y cálculo diferencial e integral en la Universidad Nacional de La Plata, donde fue decano de la Facultad de Ingeniería. También fue diputado provincial, presidente de la legislatura bonaerense y ministro de Hacienda y de Obras Públicas durante la gobernación de Julio A. Costa.
Se doctoró en jurisprudencia en 1900 en la Universidad de Buenos Aires, con una tesis llamada Proteccionismo industrial. Fue profesor de literatura en el Colegio Nacional de La Plata, y de derecho civil en la Universidad Nacional de La Plata y de derecho penal en la Universidad de Buenos Aires. Fue miembro, también, de la Academia Nacional de Derecho y Ciencias Sociales.
Como periodista, fue redactor del diario El Tiempo, y director de La Argentina. Se especializó en publicaciones sobre derecho penal, destacándose en su extensa obra sobre El Código Penal y sus antecedentes, de 1922, en siete volúmenes.
Fue secretario de la Procuración General de la Suprema Corte provincial, ministro de gobierno de la provincia de Buenos Aires durante la gobernación de Marcelino Ugarte. En 1916 fue elegido diputado nacional, siendo reelegido en 1922, 1926 y 1930. Durante la dictadura de José Félix Uriburu fue representante letrado del Estado Nacional en los tribunales de la Capital Federal.
Fue miembro de la Convención reformadora de la constitución provincial en 1934, Ministro de Gobierno del gobernador Federico Martínez de Hoz, y entre 1935 y 1939 fue presidente de la Caja Nacional de Jubilaciones y Pensiones Civiles. Fue embajador de su país en Japón, cargo que ocupó entre 1939 y 1940, cuando se iniciaba la Segunda Guerra Mundial.
Tras las sucesivas crisis que llevaron a la renuncia de Martínez de Hoz y la intervención federal a Manuel Fresco, el Partido Conservador —que, a nivel nacional, se identificaba con el Partido Demócrata Nacional— buscaba afanosamente un candidato que asegurara alguna estabilidad. Creyeron encontrarlo en el prestigioso jurista que era Moreno, el cual fue elegido —fraude patriótico mediante— y asumió en enero de 1942 como gobernador de la provincia de Buenos Aires. Designó como ministro de gobierno a Vicente Solano Lima.
Su gobierno llevó adelante algunas obras públicas, que no pudieron opacar la fastuosa obra de Fresco, excepto en la construcción de cárceles, en que se destacó. Su ambición personal, en la que lo apoyaron los dirigentes conservadores, fue acceder a la presidencia de la Nación. Esta ambición lo llevó a elegir la confrontación directa con el presidente Ramón S. Castillo, lo que a la larga debilitó su posición como gobernador. Tras una serie de enfrentamientos inútiles, presentó su renuncia  a la gobernación en abril de 1943.

### Actuación posterior
Durante la dictadura militar, en 1944 estuvo exiliado en Montevideo. Desde allí atacó la posición neutralista del gobierno argentino, tildándolo de "dictadura nazi".
Su último libro, Más allá del oriente, cuenta las memorias de su actividad diplomática en Japón, retratando la sociedad y la política de ese país al iniciarse la Guerra Mundial.
Falleció en Buenos Aires, en noviembre de 1953.

## Obra escrita
Entre sus publicaciones se destacan:
- La ley penal argentina (1903)
- Los tribunales de Costa Sud (1909)
- Proyecto de Código penal para la República Argentina (1916)
- El Código Penal y sus antecedentes (1922)
- Legislación penal y carcelaria (1922)
- El problema penal (1933)
- Ideas de gobierno y política activa (1934)
- La cuestión democrática (1937)
- Más allá del oriente (1946)